# Scan Converter

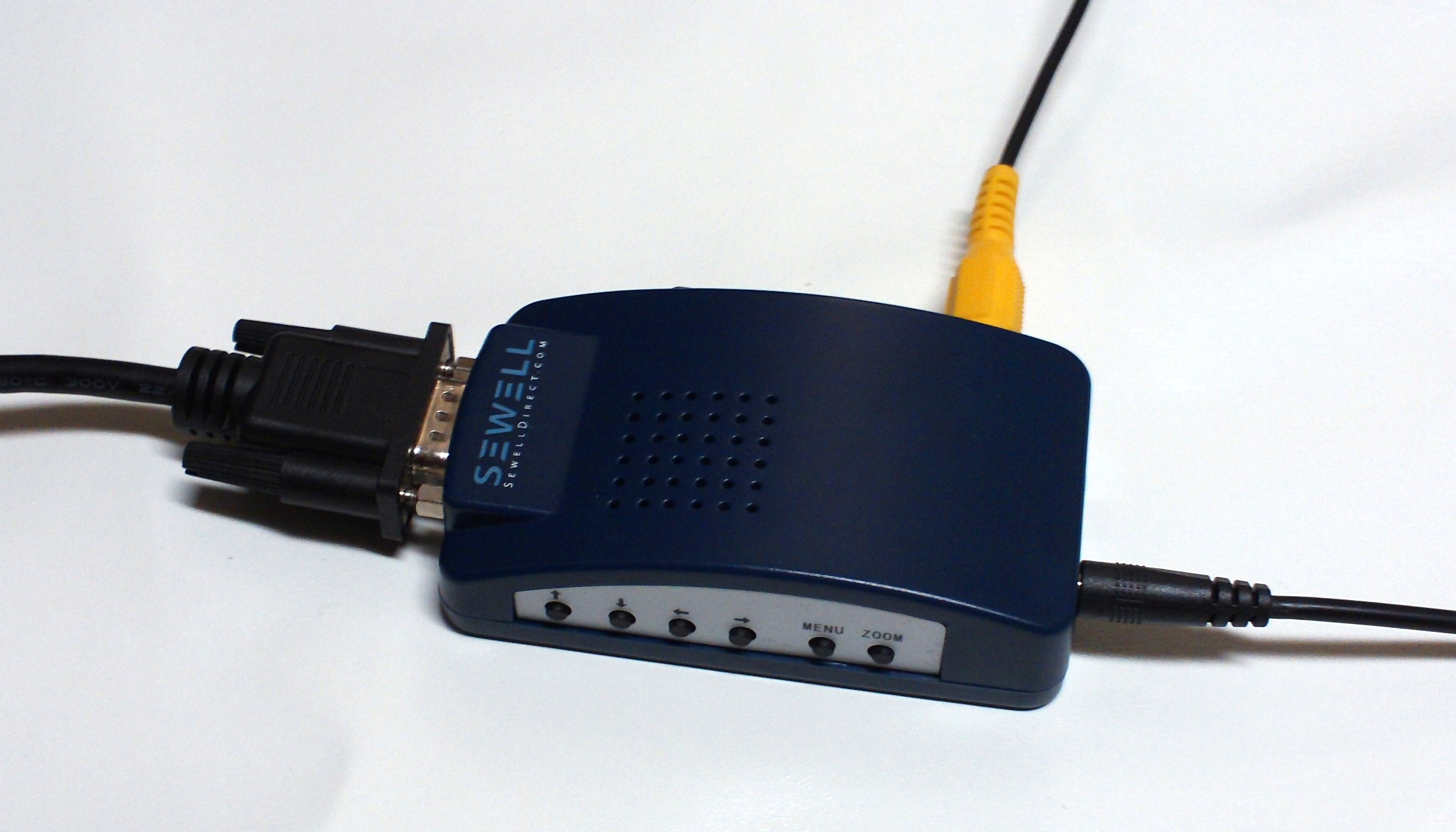
Scan Converter

Der umgangssprachliche Begriff Signalwandler oder englisch Scan Converter bezeichnet einen in der Videotechnik verwendeten Umsetzer, der ein einkommendes Videosignal digitalisiert, zwischenspeichert  und in einem anderen Format wieder ausgibt. Häufiger Einsatz für einen Scan Converter ist die Umwandlung von VGA in ein FBAS-Signal, um es in Bildmischern zu verarbeiten, die nicht mit VGA-Eingängen ausgestattet sind.
Man unterscheidet zwischen Upconvertern, die ein Signal auf eine höhere Auflösung skalieren (z. B. PAL zu XGA) und Downconvertern, die die Auflösung verringern (z. B. XGA zu PAL).
Prinzipbedingt erfüllt ein Scan Converter auch die Funktion eines Time Base Correctors.